# Afrodeutsche

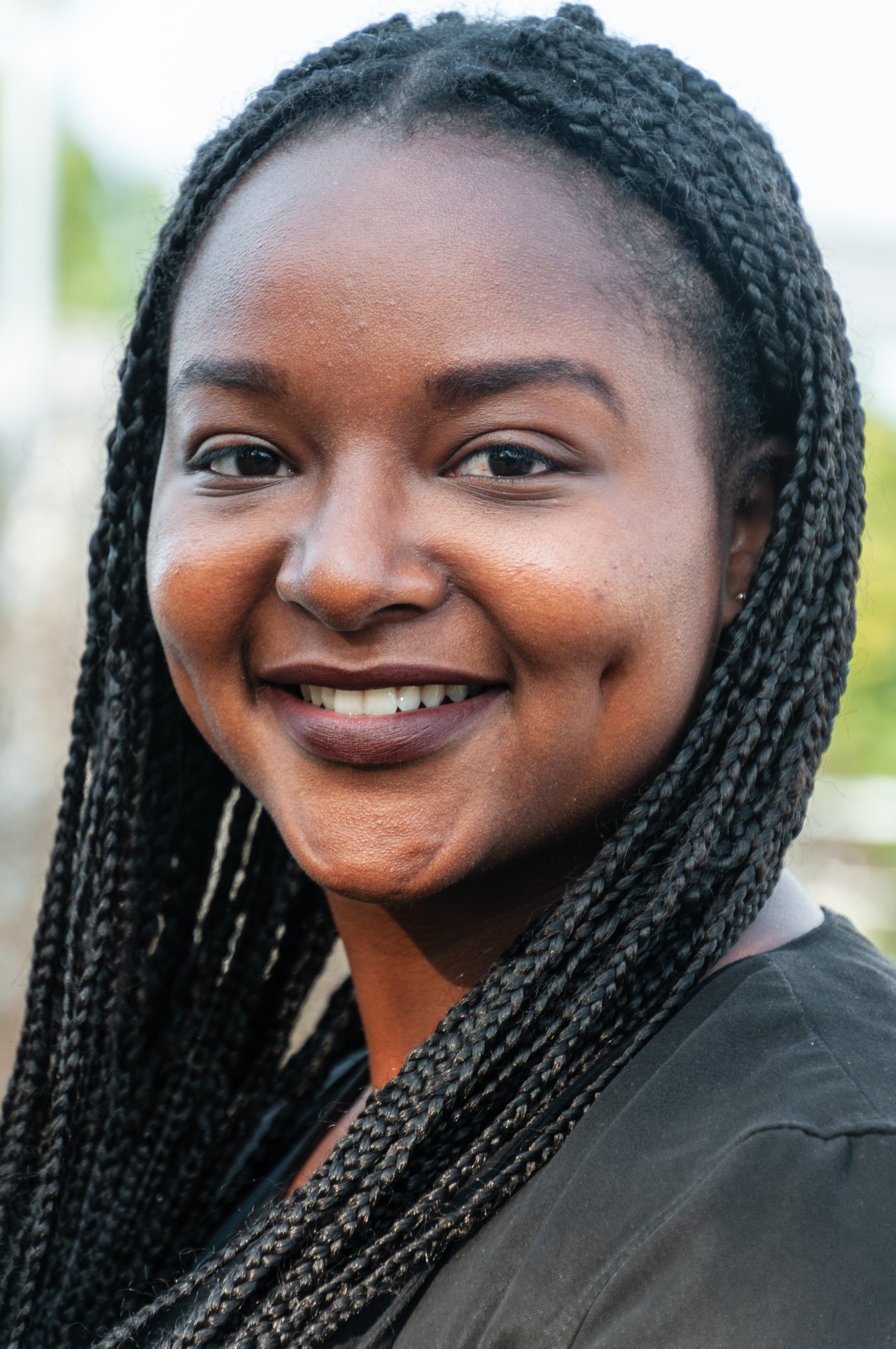
Aminata Touré (Grüne), erste afrodeutsche Ministerin eines Bundeslandes (Foto: 2018)

Als Afrodeutsche werden deutsche Staatsbürger subsahara-afrikanischer (veraltet: schwarzafrikanischer) oder afroamerikanischer Abstammung bezeichnet oder Menschen, die sich sowohl als Deutsche als auch als Teil der afrikanischen Diaspora identifizieren. Afrodeutsche und andere „Menschen, die eine dunkle Hautfarbe haben und deren Nationalität deutsch ist“ werden auch als schwarze Deutsche oder Schwarze Deutsche bezeichnet.

## Begriffe
Die Ausdrücke Afrodeutsche und schwarze Deutsche waren ursprünglich Eigenbezeichnungen der Neuen Schwarzen Bewegung, die sich zu Beginn der 1980er Jahre bildete. Neue Schwarze Bewegung bezeichnet die Organisationsformen schwarzer Menschen ab den 1980er Jahren. Diese Bezeichnung beruht auf der Grundlage, dass eine Schwarze Bewegung als Organisationsform schwarzer Menschen in Deutschland, vor allem in Gestalt der Vereine von Afrikanern in den Kolonialmetropolen Hamburg und Berlin, bereits seit dem Beginn des 20. Jahrhunderts feststellbar ist. Sie entstanden durch eine verstärkte Politisierung der schwarzen Bevölkerung in Deutschland und im Bestreben, externe Zuschreibungen abzulegen oder zu hinterfragen, durch Selbsterkenntnis, durch Klärung der eigenen Identität und Geschichte ein Selbstbild oder ein Selbstkonzept zu entwickeln und sich selbst einen Namen zu geben.
Die Bezeichnung afrodeutsch wurde hierbei auf Anregung der US-amerikanischen Aktivistin Audre Lorde, die ab 1984 an der FU Berlin unterrichtete, in Anlehnung an afroamerikanisch entwickelt. Der Begriff afro-deutsch (zunächst mit Bindestrich, angelehnt an die Hyphenated Americans, also „Amerikaner mit Bindestrich“) wurde 1986 im Buch Farbe bekennen geprägt. Die Herausgeberinnen May Ayim, Katharina Oguntoye und Dagmar Schultz definieren ihn wie folgt:

„Mit Audre Lorde entwickelten wir den Begriff ‚afro-deutsch‘ in Anlehnung an afro-amerikanisch, als Ausdruck unserer kulturellen Herkunft. ‚Afro-deutsch‘ schien uns einleuchtend, da wir fünf eine deutsche Mutter und einen afrikanischen oder afro-amerikanischen Vater haben. Inzwischen lernten wir Afro-Deutsche kennen, deren Eltern beide aus Afrika stammen oder deren einer Elternteil afro-deutsch ist und der andere aus Afrika kommt. Dadurch wurde uns klar, daß unsere wesentliche Gemeinsamkeit kein biologisches, sondern ein soziales Kriterium ist: das Leben in einer weißen deutschen Gesellschaft.“

Die Bezeichnungen Afrodeutsche und schwarze Deutsche stehen in einem Zusammenhang mit Konzepten des Empowerments, der Emanzipation und einer Identitätspolitik sowie der Auseinandersetzung mit Diskriminierung und Rassismus. Sie lösten Bezeichnungen wie „Mohr“, „Neger“ oder „Farbiger“ ab. In den Rechtschreibduden wurde die Bezeichnung afrodeutsch mit der 24. Ausgabe vom Juli 2006 aufgenommen, zuvor war er im Duden-Synonymwörterbuch vertreten. Abgeleitet vom Begriff Afrodeutsche wurden die Begriffe Afroösterreicher und Afroschweizer gebildet.
Einige Deutsche mit afrikanischen oder afroamerikanischen Vorfahren lehnen die Bezeichnung als Afrodeutsche bewusst ab, darunter der Literaturkritiker Ijoma Mangold und der seit 2017 dem Bundestag angehörige AfD-Politiker Harald Weyel.

## Organisationen, Programme und Veranstaltungen

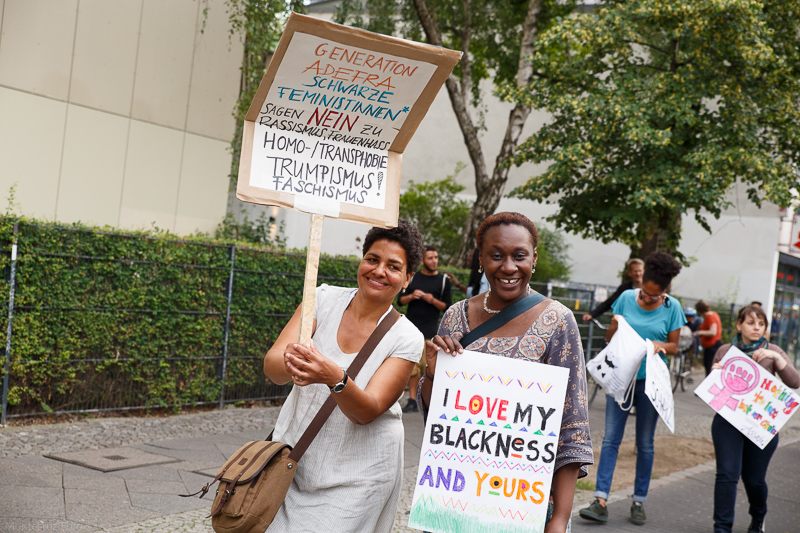
ADEFRA beim Black-Lives-Matter-Protest 2017 in Berlin

Bekannte Organisationen von Afrodeutschen oder Schwarzen in Deutschland sind die Vereine Initiative Schwarze Menschen in Deutschland (ISD) und Schwarze deutsche Frauen und Schwarze Frauen in Deutschland (ADEFRA), beide mit Sitz in Berlin. Eine weitere bekannte Organisation ist TANG – The African Network of Germany, ein Bundesnetzwerk von mehr als 900 afrodeutschen Vereinen mit Büros in Berlin, Dortmund und Freiburg. TANG wurde 2013 zum 50. Jubiläum der Afrikanischen Union gegründet und hat einen Sitz in mehr als 30 Gremien der Bundesregierung und kämpft für die Interessen von Menschen mit afrikanischen Wurzeln in Deutschland. Landesnetzwerke von TANG gibt es in 11 Bundesländern. Eine entsprechende Organisation für den Bereich der Filmbranche wurde 2006 mit den Schwarzen Filmschaffenden in Deutschland (SFD) gegründet. Als ein afrodeutsches Medienarchiv und als ein soziales Netzwerk für Themen rund um die Lebenswelt von People of African Descent und Migranten hat sich seit dem Jahr 2001 das Internet-Portal Afrotak TV cyberNomads etabliert. Die Berliner Bildungsinitiative Each One Teach One (EOTO) ist seit 2017 Programmpartner im Rahmen des vom Bundesministerium für Familie, Senioren, Frauen und Jugend initiierten Programms „Demokratie Leben!“ im Themenfeld „Rassismusprävention sowie Empowerment Schwarzer Menschen“.
Nach dem Vorbild von gleichnamigen Veranstaltungen in den USA werden in einigen deutschen Großstädten seit einigen Jahren sogenannte Black History Months organisiert, um auf die Wurzeln der Afrodeutschen und anderer Schwarzer sowie ihre gesellschaftliche Situation in Deutschland aufmerksam zu machen. 2004 verliehen Afrotak TV cyberNomads (in Kooperation u. a. mit dem Haus der Kulturen der Welt) den May Ayim Award, den „ersten Panafrikanischen Schwarzen Deutschen Internationalen Literaturpreis“. Die Auszeichnung wurde von der deutschen Sektion der UNESCO als Projekt zur Erinnerung an den Sklavenhandel und seine Abschaffung ausgelobt. 2020 wurde die Wanderausstellung Deutsches Museum für Schwarze Unterhaltung und Black Music gegründet.

## Geschichte

Gustav Sabac el Cher, in Berlin geborener Militärmusiker im Königreich Preußen (1908)

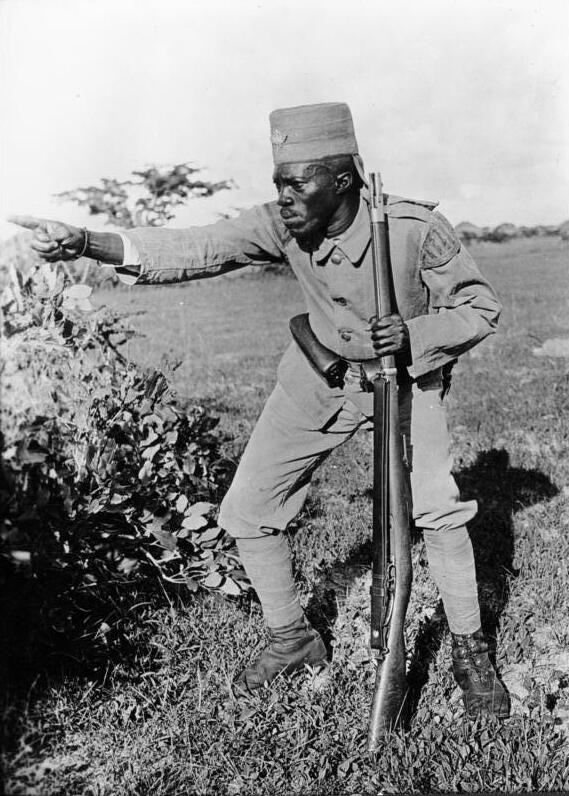
Ein Askari-Soldat in Deutsch-Ostafrika (um 1916)

### Mittelalter
Friedrich II., Kaiser des römisch-deutschen Reiches galt als Kosmopolit, der an seinem Hof auch Afrikaner willkommen hieß. Als er im Jahr 1235 durch die deutschen Länder reiste, erregte er durch die schwarzen Soldaten in seiner Armee Aufmerksamkeit. Das Bild von Afrikanern war in der damaligen Zeit von vereinzelten schwarzen Musikern, Dienern und Gästen sowie von Legenden wie der des heiligen Mauritius geprägt. Während der Kreuzzüge gab es an europäischen Höfen eine schwarze Präsenz von geringem Ausmaß, die aber lange anhielt und in Kunstwerken festgehalten wurde.

### 15. bis 19. Jahrhundert
Schwarze Sklaven waren auch als sogenannte Kammermohren an deutschen Höfen häufig zu finden (so z. B. Ignatius Fortuna, dessen Leben gut dokumentiert ist). Es gibt auch vereinzelte Nachweise über schwarze Sklaven, die außerhalb der Höfe, z. B. als Stalljungen beschäftigt waren. Schwarze waren außerdem als Musiker tätig. Auch sie gelangten zwar an die Höfe, weil sie als Symbol für weitreichende Macht galten und sie wurden insbesondere als junge Menschen verkauft und weiterverschenkt, wurden rassistisch abgewertet und diskriminiert, es kam aber auch zur Integration in die jeweiligen Gesellschaften (so existierten etwa im Herzogtum Württemberg keine rechtlichen Hindernisse für Heiraten zwischen Afrikanern und Weißen und es sind entsprechende Eheschließungen belegt). Für die Möglichkeit des gesellschaftlichen Aufstiegs war vor allem die Taufe von Bedeutung. Besondere Bekanntheit erlangten der in Ghana geborene und in Halle und Wittenberg tätige Philosoph Anton Wilhelm Amo sowie der preußische Kammerdiener August Sabac el Cher, dessen Sohn Gustav ein berühmter Militärmusiker wurde. Außerhalb der Höfe arbeiteten Schwarze, die häufig als Sklaven nach Deutschland gekommen waren, vor allem im Dienstleistungssektor. Der nach Deutschland verschleppte Franz Wilhelm Yonga ging gegen seinen Sklavenstatus gerichtlich vor.

### Kolonialzeit
Das Deutsche Kaiserreich, das sich seit der Kongokonferenz 1884/1885 verstärkt am sogenannten Wettlauf um Afrika beteiligte, erwarb ab 1884 vier Kolonien in Afrika. Infolge der dadurch entstehenden Beziehungen gelangte erstmals seit der Antike eine größere Anzahl dunkelhäutiger Menschen nach Deutschland. Hierzu gehörten auch Schwarze, die auf Jahrmärkten, in Wandermenagerien und Völkerschauen zur Schau gestellt wurden. Das Kolonialregime bot auch sogenannten „Kolonialabenteurern“ wie Ernst Henrici eine Grundlage für entsprechende Aktivitäten. In den Kolonien wurden viele Einheimische auf deutschsprachigen Schulen ausgebildet, arbeiteten als Übersetzer und Dolmetscher für das Deutsche Reich oder wurden Teil der deutschen Kolonialtruppen, der sogenannten Askaris.
Etwa 40.000 deutsche Askaris trugen während des Ersten Weltkriegs die Hauptlast des Kampfes gegen die britischen Truppen in Deutsch-Ostafrika. Nach dem Ende des Ersten Weltkriegs wurde den deutschen Askaris eine lebenslange Rente von der Weimarer Republik ausgezahlt. Die Pensionen der Askaris wurden von der Bundesrepublik Deutschland von Anfang der 1960er Jahre bis zum Tode der letzten Askaris Ende der 1990er Jahre weiterhin übernommen. Als königlich-württembergischer Offizier focht der kamerunische Duala-Prinz Alexander Douala-Bell 1915 in der Schlacht von Gallipoli für das Deutsche Reich, obwohl sein Vater, König Rudolf Manga Bell, 1914 vom deutschen Kolonialregime Kameruns wegen Hochverrats hingerichtet worden war.
Der erste Afrikaner, der die deutsche Staatsbürgerschaft erhielt, war der 1891 eingewanderte Kameruner Mandenga Diek (1871–1943). Er erhielt 1897 die Einbürgerungsurkunde zum hamburgischen Staatsangehörigen und deutschen Reichsangehörigen.

### Weimarer Republik und NS-Zeit
Zur Zeit der Weimarer Republik und des Nationalsozialismus lebten schätzungsweise zwischen tausend und dreitausend Schwarze in Deutschland. Sie stammten damals zum größten Teil aus den ehemaligen deutschen Kolonien in Afrika. Bereits 1918 entstand mit dem Afrikanischen Hilfsverein eine kurzlebige, jedoch gesamtdeutsch agierende Interessenvertretung. Rassistische Tendenzen in der Weimarer Zeit, die Propagierung von Rassentheorien und der Vorgang der alliierten Rheinlandbesetzung führten dazu, dass viele der in dieser Zeit von schwarzen Vätern (etwa französischen Kolonialsoldaten wie den Tirailleurs sénégalais) gezeugten Kinder deutscher Frauen mit dem Schimpfwort „Rheinlandbastarde“ herabgesetzt wurden. Die aus der Rheinlandbesetzung hervorgegangenen Kinder schwarzer Väter wurden in den 1920er und 1930er Jahren mehrfach durch Erhebungen erfasst. Die rassistische Kampagne wurde unter dem Schlagwort der „Schwarzen Schmach“ geführt. Die wenigen schwarzen Menschen, die nach dem Ersten Weltkrieg in Deutschland geblieben waren, waren mit dem Problem konfrontiert, dass sie de facto staatenlos waren und nur geringe Chancen auf die Einbürgerung hatten. Zwischen 1884 und 1945 erhielten nur drei Familien die deutsche Staatsbürgerschaft. Größere Gemeinschaften schwarzer Menschen bildeten sich vor allem in Hamburg und Berlin, wo sich 1929 auch die Liga zur Verteidigung der Negerrasse gründete. Viele Schwarze, die von fast allen anderen Beschäftigungsmöglichkeiten ausgeschlossen waren, arbeiteten in der Filmindustrie (so z. B. Louis Brody).
In seiner Programmschrift Mein Kampf bezeichnete Adolf Hitler den Einsatz schwarzer französischer Soldaten im besetzten Rheinland als planmäßiges Werk von Juden. Während der Zeit des Nationalsozialismus wurden die wenigen in Deutschland lebenden Schwarzen oft Opfer von Diskriminierung und Verfolgung, teilweise zwangssterilisiert und meist in Konzentrationslagern interniert. Die Anzahl der in Konzentrationslagern ermordeten Menschen afrikanischer Herkunft wird auf 2000 geschätzt, wobei hier Opfer unter Kriegsgefangenen und unter Soldaten französischer, belgischer und britischer Kolonialtruppen nicht eingerechnet sind. Eines der frühesten Opfer war Hilarius Gilges. Mit den Kommentaren und Ausführungsverordnungen zu den Nürnberger Gesetzen von 1935 wurden „Zigeuner, Neger und ihre Bastarde“ nach rassistischen Kriterien erfasst und den Juden gleichgestellt, was zu Diskriminierung und Verfolgung führte. Pläne zur Ermordung aller afrikanischstämmigen Menschen in Deutschland gab es aber nicht. Bei Einweisung ins Konzentrationslager wurden sie, anders als Juden und Sinti und Roma, nicht durchgängig als „fremdrassig“ kategorisiert. Die meisten von ihnen überlebten die NS-Zeit. Im Vordergrund stand für das NS-Regime immer der Antisemitismus und der Antiziganismus. Zudem sorgten die weitgespannten Kolonialpläne für Kontroversen zwischen führenden Nationalsozialisten: Rassistische Juristen wie Hans Globke, Roland Freisler und Wilhelm Frick wollten alle Schwarzen als „artfremd“ ausschließen, doch das Auswärtige Amt bemühte sich, sie vor Diskriminierung zu schützen. Daher wurden die schwarzen Deutschen uneinheitlich behandelt: Eingebürgten Migranten aus den deutschen Kolonien wurde die deutsche Staatsangehörigkeit entzogen, sie waren nun staatenlos. Die Kinder afrikanischstämmiger Besatzungssoldaten behielten die deutsche Staatsbürgerschaft, die sie wegen ihrer deutschen Mütter besaßen, wurden aber zwangssterilisiert. Dieses Schicksal blieb vielen Kindern der Kolonialmigranten erspart.
Bekannte Afrodeutsche, die während dieser Zeit in Deutschland lebten, sind etwa Fasia Jansen, Hans-Jürgen Massaquoi, Theodor Wonja Michael, Gert Schramm oder Bayume Husen.

### Nachkriegszeit und geteiltes Deutschland
Erst nach dem Zweiten Weltkrieg endete auch die offene Diskriminierung und Verfolgung der Afrodeutschen; es gab jedoch nach wie vor in der Bevölkerung große Vorbehalte gegenüber den in Deutschland lebenden Schwarzen. Viele der aus afroamerikanisch-deutschen Beziehungen hervorgegangenen Kinder, sogenannte „Brown Babies“, und ihre Eltern waren in den westlichen Besatzungszonen und später in der Bundesrepublik diskriminierenden Vorbehalten ausgesetzt. Eine Erhebung des Statistischen Bundesamts aus dem Jahr 1956 nennt 67.753 seit dem Jahr 1945 aus unehelichen Beziehungen mit alliierten Soldaten hervorgegangene Kinder, die vormundschaftsrechtlich aktenkundig waren. 4776 von ihnen (7 %) wurden als farbiger Abstammung klassifiziert. 13 % von letzteren waren zu diesem Zeitpunkt zur Adoption freigegeben. Nach 1945 wanderten über die Jahre hinweg wieder zahlreiche Afrikaner nach Westdeutschland ein, sodass die afrodeutsche Gemeinde heute größer ist als je zuvor.
In den 1980er Jahren entwickelte sich in der Bundesrepublik, angeregt auch durch Aktivisten der Bürgerrechtsbewegung in den Vereinigten Staaten wie etwa Audre Lorde unter vielen Afrodeutschen ein stärkeres Bewusstsein für Fragen der Identität und gemeinsame Interessen in der bundesdeutschen Gesellschaft. Eine daraus hervorgehende Bewegung nannte sich Neue Schwarze Bewegung, nachdem man festgestellt hatte, dass es schon zu Beginn des 20. Jahrhunderts in deutschen Großstädten, vor allem in Berlin und Hamburg, schwarze Vereine und Gesellschaften gegeben hatte. Eine Aktivistin der Neuen Schwarzen Bewegung und eine Begründerin der Kritischen Weißseinsforschung in Deutschland war die Pädagogin May Ayim. Das von ihr, Katharina Oguntoye und Dagmar Schultz 1986 herausgegebene Buch Farbe bekennen lieferte einen wichtigen Anstoß zur politischen und identitären Bewusstseins- und Netzwerkbildung der Schwarzen in Deutschland.
Auch in der DDR gab es einen kleinen schwarzen Bevölkerungsteil. Dieser setzte sich u. a. aus Vertragsarbeitern, Studenten und Auszubildenden aus den befreundeten „sozialistischen Bruderländern“ Afrikas (insbesondere aus Angola, Guinea-Bissau, Mosambik, Tansania und Äthiopien) sowie politisch Verfolgten, Aktivisten und Kadern aus dem Umfeld der afrikanischen Unabhängigkeitsbewegungen wie dem südafrikanischen ANC, der namibischen SWAPO (darunter die DDR-Kinder von Namibia) oder der mosambikanischen FRELIMO sowie deren afrodeutschen Nachfahren zusammen. Im Zuge der wirtschaftlichen und politischen Beziehungen zwischen der DDR und Kuba kam es auch zur Einwanderung von kubanischen Vertragsarbeitern, unter denen auch Afrokubaner waren.
In der DDR gab es rassistisch motivierte Gewaltexzesse von weißen DDR-Bürgern gegen die schwarze Minderheit, die im eklatanten Widerspruch zum öffentlich proklamierten antifaschistischen und völkerfreundschaftlichen Selbstverständnis des Staates standen und daher mit viel Aufwand verheimlicht wurden. Die Mehrheit der Vertragsarbeiter sowie der Delegierten von Befreiungsbewegungen, die in der DDR lebten, kehrten nach der Wiedervereinigung in ihre Herkunftsländer zurück. Unter anderem auch mit ihnen setzte in Namibia und Südafrika der Prozess zum Ende der Apartheid ein. In erstmals abgehaltenen freien demokratischen Wahlen erhielten die vormaligen Befreiungsbewegungen SWAPO und ANC in den folgenden Jahren die absolute Mehrheit. Einige schwarze Bürger, die mittlerweile eine Familie gegründet hatten, blieben im wiedervereinigten Deutschland.

### Seit der Wiedervereinigung

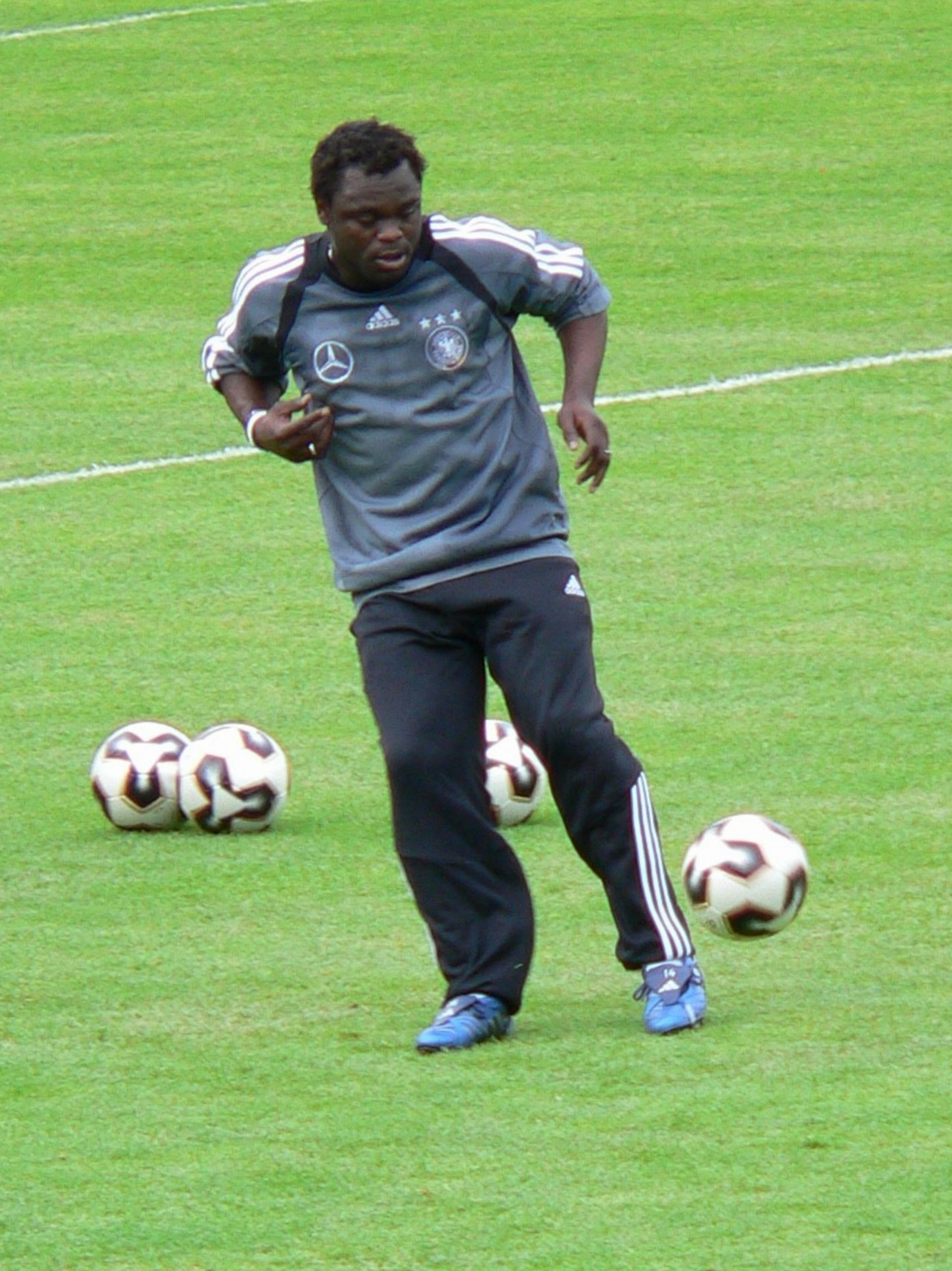
Der in Ghana geborene deutsche Fußballnationalspieler Gerald Asamoah nahm 2005 an der Social-Marketing-Kampagne „Du bist Deutschland“ teil

Im Nachwendejahrzehnt waren Schwarze, so wie andere Angehörige von Minderheiten, in ganz Ostdeutschland, inklusive des ehemaligen Ost-Berlins, einer starken Gefährdung durch rassistisch motivierten politischen Extremismus und rechten Terrorismus ausgesetzt. Zu tragischer Bekanntheit kam Alberto Adriano, der im Juni 2000 von drei Neonazis in Dessau niedergeschlagen wurde und wenige Tage später seinen Verletzungen erlag. Weitere schwarze Menschen, die im Rahmen solcher Angriffe ermordet oder permanent körperlich und psychisch traumatisiert wurden, sind Amadeu Antonio, Noel Martin, Jorge Gomondai und Steve Erenhi.
Ab den 1990er Jahren wurden Schwarze in der deutschen Öffentlichkeit deutlich stärker präsent, vor allem im Sport und den Medien waren nun vermehrt Afrodeutsche zu sehen. Kleine Teile des Fußballpublikums reagierten jedoch bei Auftritten schwarzer Fußballer noch Ende der 1990er Jahre offen rassistisch. Auf den Rassismus der 1990er Jahre antworteten Afrodeutsche mit öffentlichen Selbst- und Gegendarstellungen. Der 1992 produzierte Kurzfilm Schwarzfahrer, der eine fremdenfeindliche Situation zwischen einer älteren weißen Dame und einem jungen Schwarzen in einer Berliner Straßenbahn schildert, gewann 1994 einen Oscar. Im Rap Fremd im eigenen Land, den die Gruppe Advanced Chemistry 1992 als Protestsong gegen Rassismus herausbrachte, wurde Stereotypen der Mehrheitsgesellschaft die Selbstbezeichnung afrodeutsch selbstbewusst entgegengehalten. Im Jahr der Fußball-Weltmeisterschaft 2006 gab es eine weit beachtete öffentliche Debatte in Deutschland über die Belästigungen und Gefahren für schwarze Menschen in sogenannten „No-go-Areas“ der neuen Bundesländer.

## Gegenwart

### Demografische Erhebungen
Da das statistische Bundesamt keine Daten zur Ethnizität erfasst, ist die Größe der afrodeutschen Bevölkerung nicht genau bekannt. Verschiedene Organisationen haben in letzten Jahren eigene Befragungen oder Zählungen unternommen, um die Demografie von Deutschen mit afrikanischen Wurzeln zu erfassen. Im Jahr 2008 schätzte die Initiative Schwarzer Menschen in Deutschland (ISD) die Zahl der Afrodeutschen auf etwa 500.000 Personen.
Seit 2020 versucht der Afrozensus des in Berlin ansässigen Vereins Each One Teach One (EOTO) unter Förderung der Antidiskriminierungsstelle des Bundes „ein möglichst umfassendes Bild darüber zu bekommen, welche Erfahrungen Menschen afrikanischer Herkunft in Deutschland machen, wie sie ihr Leben in Deutschland einschätzen und welche Erwartungen sie an Politik und Gesellschaft haben“. Der Verein schätzt die afrodeutsche Bevölkerung auf über eine Million.

### Schwarze und Afrodeutsche in deutschen Städten
Die größte Gemeinde Schwarzer und Afrodeutscher gibt es in Hamburg, wenn man die absolute Zahl an afrikanischen Staatsbürgern und Menschen mit Wurzeln in einem afrikanischen Staat betrachtet. Im Verhältnis zur Gesamtbevölkerung hatten im Jahre 2010 die Städte Darmstadt, Frankfurt am Main und Bonn die größte subsahara-afrikanische Gemeinschaft. Da es keine genaue wissenschaftliche Definition des Attributs „schwarz“ gibt (siehe Kritik und Überwindung der Rassentheorie), handelt es sich bei diesen Zahlen um grobe Schätzwerte. Im Jahr 2021 waren rund 450.000 Staatsbürger aus Subsahara-Afrikanischen Ländern im Ausländerzentralregister gemeldet. Die meisten in Berlin (23.840), gefolgt von Hamburg (20.875), München (16.470), Frankfurt am Main (11.075) und Bremen (10.235). Neben den drei Stadtstaaten sind Subsahara-Afrikaner vor allem in den westdeutschen Bundesländern Nordrhein-Westfalen, Baden-Württemberg und Hessen ansässig.

### Herkunft und Geschlechterverhältnis der Elternteile
Die meisten der heute in Deutschland lebenden Afrodeutschen sind eingebürgerte afrikanische Einwanderer und deren Nachkommen, sogenannte „Besatzungskinder“ mit einem US-amerikanischen, britischen oder französischen Elternteil sowie Kinder von Studenten, Seeleuten, Gastarbeitern oder angeworbener Fachkräfte afrikanischer Abstammung.
Nach verschiedenen Erhebungen (Stand 2011) hat ein großer Teil der befragten schwarzen Deutschen eine weiße deutsche Mutter und einen afrikanischen Vater. Ein geringer Teil der schwarzen Deutschen hat zwei schwarze deutsche Elternteile oder wurde von weißen Paaren adoptiert. Häufig haben schwarze Deutsche neben einem weißen deutschen Elternteil ein Elternteil, das nicht (afro-)deutsch ist, sondern nach Deutschland migriert ist. Es handelt sich also überwiegend um Nachkommen binationaler Beziehungen.
In Deutschland ist der Anteil von Schwarzen an der Bevölkerung deutlich höher als in den Ländern Ost- und Südosteuropas oder Skandinaviens, aber dennoch weit niedriger als etwa in Frankreich, Großbritannien, Portugal und den Niederlanden. Dies hat vor allem historische Gründe. Während das deutsche Kolonialreich nur kurz bestand, existierten britische, französische und portugiesische Kolonien in Afrika bis weit in das 20. Jahrhundert; zu Frankreich, zum Vereinigten Königreich und den Niederlanden gehören bis heute Überseegebiete in der Karibik.

### Diskriminierung schwarzer Menschen in Deutschland
Die Lage und die Probleme schwarzer Menschen in Deutschland sind Gegenstand einer intensiveren Erforschung. Die Soziologin Nkechi Madubuko fand heraus, dass schwarze Akademiker durch die Konfrontation mit Stereotypen und Vorurteilen einem stärkeren Akkulturationsstress ausgesetzt sind, auf den sie mit bestimmten Verhaltensmustern reagieren. Nicht selten müssten sie auf ihren Fachgebieten viel mehr leisten als andere, um eine gleiche gesellschaftliche Anerkennung zu erfahren.
Berichtet wird von vielen Formen der Ausgrenzung schwarzer Menschen durch Alltagsrassismus, etwa von Racial Profiling durch Behörden sowie einzelne Amts- und Hoheitsträger. Laut einer Umfrage im Rahmen des Afrozensus 2020 gab der Großteil der 6000 Teilnehmer an, in Deutschland Diskriminierung zu erfahren, etwa in Interaktionen mit der Polizei, auf dem Wohnungsmarkt oder im Bildungssystem. Ein niedriger Bildungsgrad, die Zugehörigkeit zu einer Religion, das Fehlen der deutschen Staatsangehörigkeit und bestimmte geschlechtliche Identitäten machten Diskriminierungserfahrungen wahrscheinlicher.
Die Europäische Agentur für Grundrechte (FRA) von 2022 führte in den Jahren 2016 und 2022 in 13 EU-Ländern Umfragen unter Personen durch, die in Subsahara-Afrika geboren sind oder von denen mindestens ein Elternteil dort geboren ist. Europaweit erklärten 2022 durchschnittlich 47 % der Befragten, in den vergangenen fünf Jahren wegen ihrer Hautfarbe, Herkunft oder Religion benachteiligt worden zu sein (2016: 36 %). Am höchsten waren diese Anteile in Deutschland (2022: 77 %, 2016: 65 %) und in Österreich (2022: 76 %, 2016: 67 %). Auch eine vom Deutschen Zentrum für Integrations- und Migrationsforschung 2022 durchgeführte Untersuchung fand in einer repräsentativen Befragung, dass schwarze Menschen in Deutschland häufig Rassismuserfahrungen machen. Mehr als die Hälfte schwarzer Männer gab an, in der Freizeit Diskriminierungserfahrungen zu machen. Schwarze Menschen (37 % der Männer und 20 % der Frauen) berichteten, dass ihnen regelmäßig mit Angst begegnet wird und gaben überproportional an, in der Öffentlichkeit und beim Kontakt mit der Polizei Rassismus zu erfahren. Auch im Gesundheitssystem komme es zu Diskriminierungserfahrungen.

## Afrodeutsche in der Politik

### Bundespolitik
Im September 2013 wurden mit Karamba Diaby (SPD) und Charles M. Huber (CDU) die ersten Personen mit afrodeutschen Biografien in den Deutschen Bundestag gewählt. Huber lebt inzwischen im Senegal, Diaby ist weiterhin Mitglied des Deutschen Bundestages. Joe Chialo wurde 2022 der erste Afrodeutsche im Bundesvorstand der CDU.

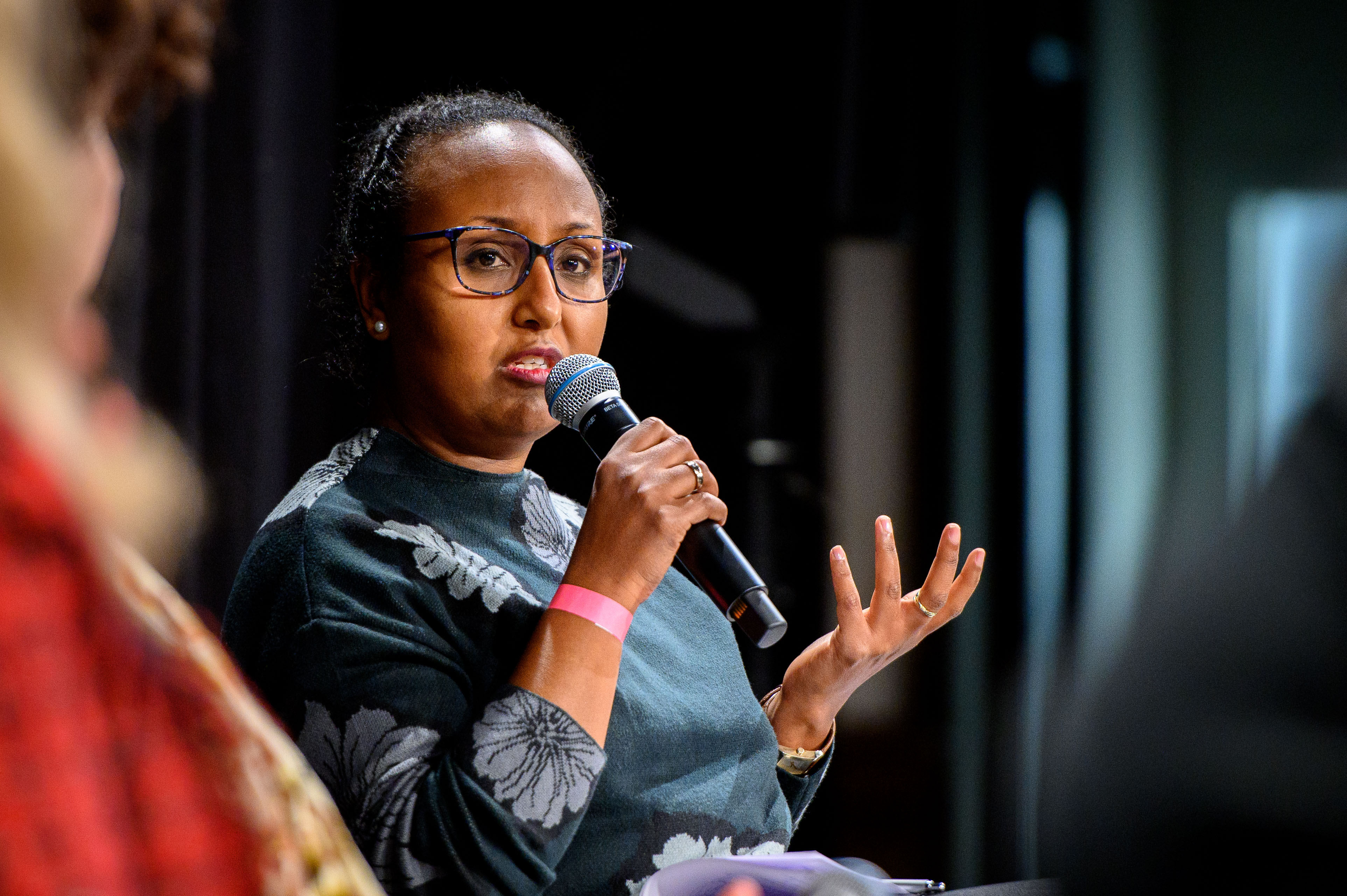
Awet Tesfaiesus (Bündnis 90/Die Grünen), erste weibliche afrodeutsche Bundestagsabgeordnete

Seit 2021 ist Awet Tesfaiesus (Bündnis 90/Die Grünen) die erste weibliche afrodeutsche Abgeordnete im Deutschen Bundestag. Die AfD-Fraktion im Deutschen Bundestag beschäftigt mit Achille Demagbo (* 1980 in Benin) einen afrodeutschen Mitarbeiter.

### Landespolitik

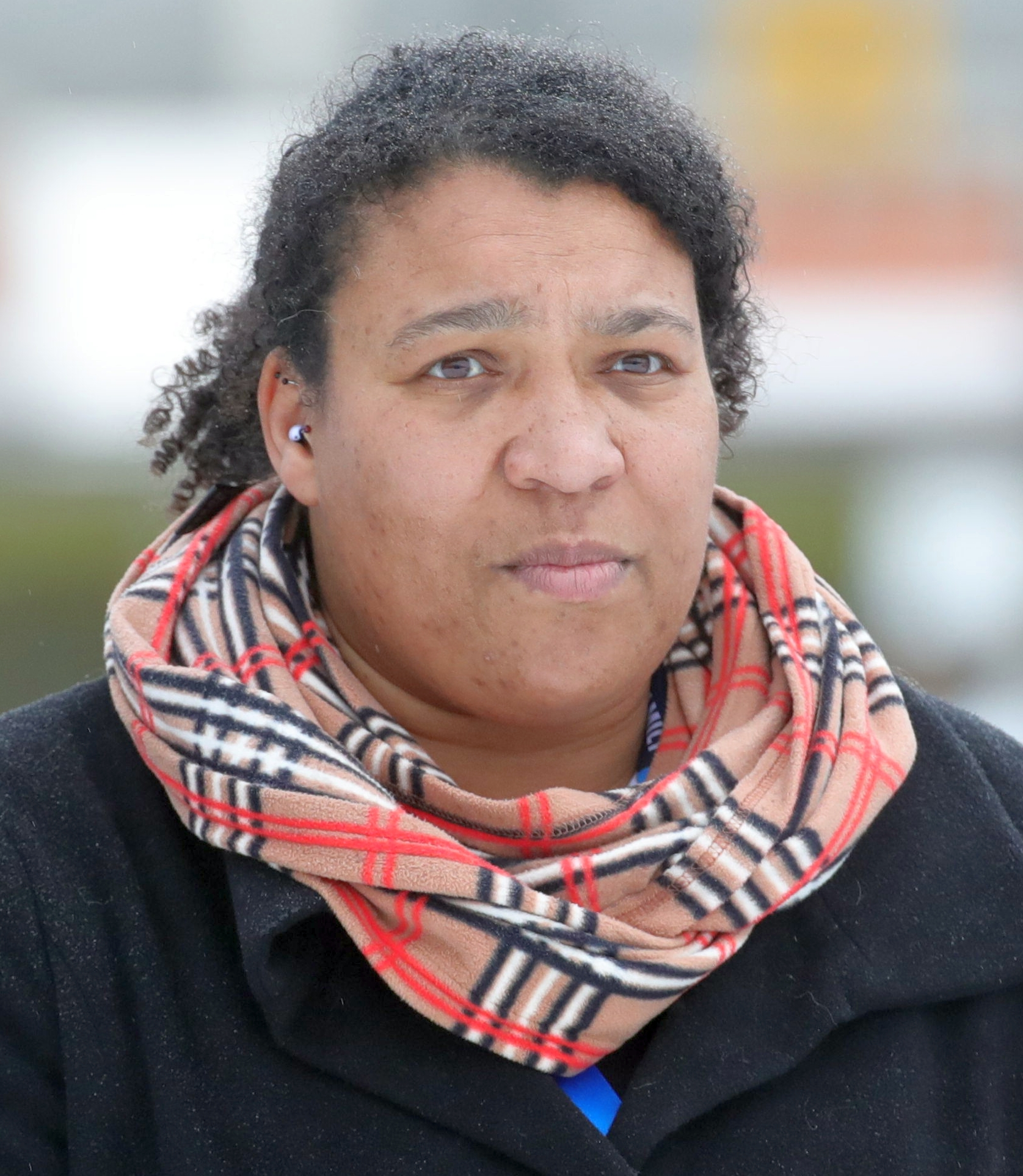
Doreen Denstädt (Grüne), erste afrodeutsche Ministerin eines ostdeutschen Bundeslandes (2023)

Im Jahr 2011 zog Elombo Bolayela für die SPD in die 18. Bremische Bürgerschaft ein.
2017 trat Aminata Touré als erste afrikanischstämmige Abgeordnete in den Schleswig-Holsteinischen Landtag ein (für Bündnis 90/Die Grünen) und wurde im August 2019 als erste Afrodeutsche in die Position einer Landtagsvizepräsidentin sowie 2022 zur ersten afrodeutschen Ministerin gewählt. Die Polizistin Doreen Denstädt (Bündnis 90/Die Grünen) wurde im Februar 2023 Thüringer Ministerin für Migration, Justiz und Verbraucherschutz und damit die erste afrodeutsche Ministerin in Ostdeutschland. Mit Djenabou Diallo-Hartmann erhielt 2022 erstmals eine afrikanischstämmige Person in Niedersachsen ein Landtagsmandat.

### Europapolitik
2019 wurde Pierrette Herzberger-Fofana für Bündnis 90/Die Grünen ins Europäische Parlament gewählt.

### Kommunalpolitik
2012 wurde John Ehret in Mauer bei Heidelberg erster afrodeutscher Bürgermeister in Baden-Württemberg, 2016 Chicgoua Noubactep in Rittmarshausen in Niedersachsen. Ehret wurde 2024 in Leimen erster afrodeutscher Oberbürgermeister Deutschlands.

## Straßen und Plätze
Es gibt in Deutschland mehrere Straßen und Plätze, die nach Afrodeutschen benannt wurden, wobei folgende als Beispiele genannt seien.
In Berlin ist eine Straße nach May Ayim benannt, in Düsseldorf ein Platz nach Hilarius Gilges. In Stuttgart wurde 2022 ein Anton-Wilhelm-Amo-Platz vor dem Arbeitsgericht beschlossen.

## Dokumentarfilme
- Annette von Wangenheim: Pagen in der Traumfabrik – Schwarze Komparsen im deutschen Spielfilm. (Dokumentarfilm, Deutschland, 2001)[73]
- Brown Babies – Deutschlands verlorene Kinder (Dokumentation, 45/52/60 min, Deutschland 2010, Regie: Michaela Kirst, Erstausstrahlung: 14. September 2011)
- Sie nannten sie die Kinder der Schande. 2019, Regie Dominik Wessely, ZDF, 52 Minuten
- Schwarze Adler (Regie: Torsten Körner, 2021)
- Schwarz und deutsch – Die Geschichte der Afrodeutschen (Hessischer Rundfunk 2021)

### Forschung
- May Ayim, Katharina Oguntoye, Dagmar Schultz (Hrsg.): Farbe bekennen: Afro-deutsche Frauen auf den Spuren ihrer Geschichte. 6. Auflage. Orlando, Berlin 2020 [1986], ISBN 978-3-944666-20-4.
- Tiffany Florvil: Black Germany: Schwarz, deutsch, feministisch – die Geschichte einer Bewegung. Ch. Links Verlag 2023, Übersetzt von Stephan Pauli, ISBN 978-3-96289-176-3.
- Stefan Gerbing: Afrodeutscher Aktivismus. Interventionen von Kolonisierten am Wendepunkt der Dekolonisierung Deutschlands 1919. Peter Lang, Frankfurt am Main 2010.
- Bärbel Kampmann: Schwarze Deutsche. Lebensrealität und Probleme einer wenig beachteten Minderheit. In: Paul Mecheril, Thomas Teo (Hrsg.): Andere Deutsche. Zur Lebenssituation von Menschen multiethnischer und multikultureller Herkunft. Dietz, Berlin 1994, S. 125–143.
- Philipp Khabo Koepsell: Afrofictional in[ter]ventions: Revisiting the BIGSAS Festival of African (-Diasporic) Literatures, Bayreuth 2011–2013, Edition Assemblage, Münster 2014, ISBN 978-3-942885-67-6 von Susan Arndt und Nadja Ofuatey-Alazard (Hg.).
- Florentin Saha Kamta: „Poesie des Überlebens“: vom Umgang mit der Krise der Identität in der afrodeutschen Literatur. Königshausen & Neumann, 2014, ISBN 978-3-8260-5453-2.
- Nina-Maria Klug: (Afro)Deutschsein: Eine linguistische Analyse der multimodalen Konstruktion von Identität. Walter de Gruyter GmbH & Co KG, 2021, ISBN 978-3-11-072744-9.
- Priscilla Dionne Layne: Out of This World: Afro-German Afrofuturism. Northwestern University Press, 2024, ISBN 978-0-8101-4759-1.
- Eva Massingue (Hrsg.): Sichtbar anders. Aus dem Leben afrodeutscher Kinder und Jugendlicher. Brandes und Apsel, Frankfurt am Main 2005, ISBN 978-3-86099-821-2.
- Annette Mbombi: Schwarze Deutsche und ihre sozialen Identitäten. Eine empirische Studie zur Lebensrealität von Afrodeutschen und deren Bedeutung für die Entwicklung einer schwarzen und einer deutschen Identität. Cuvillier, Göttingen 2011.
- Tobias Nagl: „Sonst wären wir den Weg gegangen wie viele andere“. Afro-deutsche Komparsen, Zeugenschaft und das Archiv der deutschen Filmgeschichte. In: Claudia Bruns, Asal Dardan, Anette Diedrich (Hrsg.): „Welchen der Steine du hebst“. Filmische Erinnerung an den Holocaust (= Medien – Kultur. Bd. 3). Bertz + Fischer, Berlin 2012, ISBN 978-3-86505-397-8, S. 156–169.
- Emmanuel Ndahayo: Staatsbürgerschaft – wie werden aus Schwarzen Deutsche? Zur sozialen Lage von eingebürgerten Deutschen afrikanischer Herkunft. Transcript, Bielefeld 2020.
- Katharina Oguntoye: Schwarze Wurzeln. Afro-deutsche Familiengeschichten von 1884 bis 1950. Orlanda, Berlin 2020, ISBN 978-3-944666-62-4.
- Peggy Piesche: Euer Schweigen schützt Euch nicht: Audre Lorde und die Schwarze Frauenbewegung in Deutschland, Berlin, Orlanda 2012, ISBN 978-3-936937-95-4.
- Antidiskriminierungsbüro Köln, Öffentlichkeit gegen Gewalt e. V./cyberNomads (Hrsg.): The Black Book. Deutschlands Häutungen. IOK Verlag für interkulturelle Kommunikation, Frankfurt am Main 2004, ISBN 978-3-88939-745-4.

### Autobiografien Afrodeutscher
- Mola Adebisi: Zwischen Rassenhass und Promihype. App2media 2013, ISBN 978-0-9855980-1-3.
- Gerald Asamoah (mit Peter Großmann): „Dieser Weg wird kein leichter sein…“: Mein Leben und ich. F.A. Herbig Verlagsbuchhandlung GmbH, 2016, ISBN 978-3-7766-8144-4.
- Lou Bega (mit Carmen Bohnacker): Mambo No. 1 – Mein Leben nach dem Erfolgsrausch. Ein Weltstar begegnet Jesus, SCM Hänssler, Holzgerlingen 2022, ISBN 978-3-7751-6167-1.
- Roberto Blanco: Roberto Blanco. Von der Seele. Die Autobiografie. Plassen Verlag, Kulmbach 2017, ISBN 978-3-86470-540-3.
- Kevin-Prince Boateng (mit Christian Schommers): Ich, Prince Boateng: mein Leben, mein Spiel, meine Abrechnung. Plassen Verlag, 2015, ISBN 978-3-86470-319-5.
- Florence Brokowski-Shekete: Mist, die versteht mich ja! Aus dem Leben einer Schwarzen Deutschen, Orlanda Verlag, Berlin 2020, ISBN 978-3-944666-76-1.
- Joe Chialo: Der Kampf geht weiter: Mein Leben zwischen zwei Welten. Murmann Publishers GmbH, 2022, ISBN 978-3-86774-744-8
- Lucia Engombe: Kind Nr. 95: Meine Jugend zwischen Namibia und der DDR, Ullstein Taschenbuchverlag, 2004, ISBN 978-3-548-25892-8.
- Jimmy Hartwig: „Ich möchte noch so viel tun …“ Meine Kindheit, meine Karriere, meine Krankheit. Bergisch Gladbach 1994, ISBN 3-404-61309-0
- Charles M. Huber: Ein Niederbayer im Senegal. Mein Leben zwischen zwei Welten. Autobiografie. Scherz, Frankfurt 2004, ISBN 3-502-18339-2; Fischer-Taschenbuch-Verlag, Frankfurt 2005, ISBN 3-596-16271-8.
- Steffi Jones (mit Broka Herrmann): Der Kick des Lebens: wie ich den Weg nach oben schaffte. Fischer-Taschenbuch-Verlag, Frankfurt am Main 2007, ISBN 978-3-596-17641-0.
- Dayan Kodua (Hrsg.): My Black Skin: Schwarz. Erfolgreich. Deutsch. Verlag seltmann+söhne, Berlin/Lüdenscheid 2014, ISBN 978-3-944721-00-2.
- Motsi Mabuse: Chili im Blut. Mein Tanz durchs Leben. Lübbe, Köln 2014, ISBN 978-3-431-03913-9.
- Ika Hügel-Marshall: Daheim unterwegs: ein deutsches Leben. Orlanda Frauenverlag, 1998, ISBN 978-3-929823-52-3.
- Mark Medlock: Ehrlich. München/Zürich: Pendo 2007, ISBN 978-3-86612-151-5.
- Samuel Meffire (mit Lothar Kittstein): Ich, ein Sachse: Mein deutsch-deutsches Leben. Eine unglaubliche, aber wahre Geschichte. Ullstein 2023, ISBN 978-3-8437-2818-8.
- Günther Kaufmann (mit Gabriele Droste): Der weiße Neger vom Hasenbergl. Autobiografie. Diana, München 2004, ISBN 3-453-26506-8.
- Ijoma Mangold: Das deutsche Krokodil. Meine Geschichte, Rowohlt Verlag, Reinbek 2017, ISBN 978-3-498-04468-8.[74][75]
- Nura Habib Omer (mit Jan Wehn): Weißt du, was ich meine? – Vom Asylheim in die Charts. Ullstein-Verlag, Berlin 2020, ISBN 978-3-86493-139-0.
- Hans-Jürgen Massaquoi: Destined to Witness. 1999 – als deutsche Übersetzung: Neger, Neger, Schornsteinfeger! Meine Kindheit in Deutschland. 1. Auflage, Fretz und Wasmuth Verlag, Bern 1999, ISBN 3-502-11940-6; Taschenbuchausgabe: Fischer-Verlag, Frankfurt 2008, ISBN 978-3-596-18029-5.
- David Mayonga aka Roger Rekless (mit Nils Frenzel): „Ein Neger darf nicht neben mir sitzen“. Eine deutsche Geschichte. Komplett-Media, München/Grünwald 2019, ISBN 978-3-8312-6995-2.
- Theodor Michael: Deutsch sein und schwarz dazu. Erinnerungen eines Afro-Deutschen. DTV, 2015.
- Marie Nejar (mit Regina Carstensen): Mach nicht so traurige Augen, weil du ein Negerlein bist: meine Jugend im Dritten Reich. Rowohlt, Reinbek bei Hamburg 2007, ISBN 978-3-499-62240-3.
- Shary Reeves: Ich bin nicht farbig, Orell Füssli Verlage, 2014, ISBN 978-3-280-05558-8.
- Detlef Soost (mit Anne Ascher): Heimkind – Neger – Pionier. Mein Leben. Rowohlt, Reinbek bei Hamburg 2006, ISBN 3-499-61647-5.